# Etheostoma lemniscatum
Etheostoma lemniscatum és una espècie de peix de la família dels pèrcids i de l'ordre dels perciformes.

## Morfologia
Pot assolir els 5,4 cm de llargària màxima. L'aleta pectoral dels mascles reproductors presenta una franja fosca.

## Hàbitat
És d'aigua dolça, bentopelàgic i de clima temperat, el qual ocupa un sol tram de riu, arbrat, de 19 km de llarg i 30-50 m d'amplada, i que flueix a través d'una gola fonda amb gorgs formats per grans roques i un llit rocallós compost per còdols i grava. Es troba a un tram de 19 km del riu Cumberland entre Tennessee i Kentucky als Estats Units.

## Estat de conservació
Les seues principals amenaces són la sedimentació i la contaminació causades per les extraccions mineres. Hom calcula que el nombre total d'individus en l'àrea de distribució és de només 300-600.

## Observacions
Etheostoma lemniscatum, Etheostoma marmorpinnum i Etheostoma sitikuense foren inclosos dins Etheostoma percnurum fins que varen ésser elevats a espècies diferents per Blanton i Jenkins. És inofensiu per als humans.